# Newton (Massachusetts)
Newton é uma cidade estado-unidense que fica no estado de Massachusetts.
A cidade de Newton foi estabelecida em 1630 como parte de "the newe towne", que foi rebatizado de Cambridge em 1638. O ministro de Roxbury, John Eliot, convenceu o povo nativo americano de Nonantum, uma subtribo dos Massachusett liderada por um sachem chamado Waban, a se mudar para Natick em 1651, temendo que fossem explorados por colonos. Newton foi incorporada como uma cidade separada, conhecida como "Cambridge Village", em 15 de dezembro de 1681, e então renomeada para "Newtown" em 1691 e, finalmente, Newton em 1766. Tornou-se formalmente uma cidade em 5 de janeiro de 1874. Newton é conhecida como a "cidade-jardim".